# Charlie Ane
Charles Teetai Ane III, detto Kale (Los Angeles, 12 agosto 1952), è un ex giocatore di football americano statunitense che ha militato nel ruolo di centro nella National Football League (NFL).

## Carriera
Ane giocò nella NFL con i Kansas City Chiefs dal 1975 al 1980 come riserva del centro Jack Rudnay disputando 90 partite, di cui 3 come titolare. Chiuse la carriera con i Green Bay Packers nel 1981 disputando 15 partite, nessuna delle quali come titolare.

## Famiglia
È il figlio dell'ex giocatore dei Detroit Lions Charley Ane, vincitore di due campionati NFL negli anni cinquanta.